# Odette-Skulpturenpark

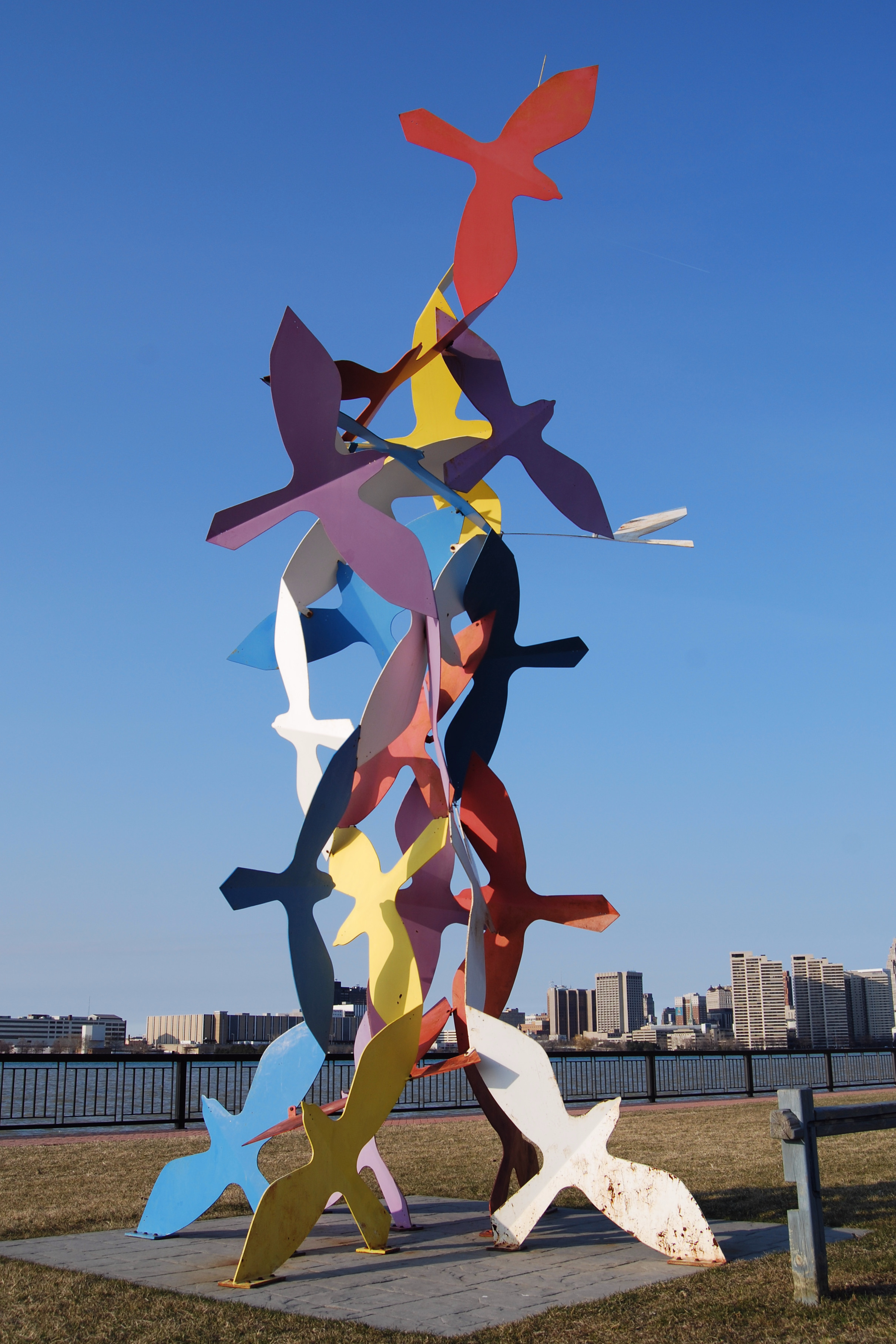
Morning Flight von Gerald Gladstone

Der Odette-Skulpturenpark ist ein frei zugänglicher Skulpturenpark in Windsor in der kanadischen Provinz Ontario.

## Geschichte
Der Park liegt am Ufer des Detroit River, der die Städte Windsor in Kanada und Detroit in den Vereinigten Staaten trennt. 1997 wurden im Windsor Sculpture Park acht Bildhauerwerke aufgestellt, die die P & L Odette Foundation gestiftet hatte. In den Jahren 2000 und 2001 wurden weitere Skulpturen aufgestellt und 2001 wurde der Park nach den Stiftern umbenannt. Die Sammlung besteht aus 31 Werken vornehmlich von kanadischen und einigen internationalen Bildhauern.

## Sammlung (Auswahl)
- Ted Bieler: Tower Song
- Haydn Davis: Composition with Five Elements
- Joseph DeAngelis: Rinterzo
- Sorel Etrog: King and Queen und Space Plough
- Elisabeth Frink (U.K.): Flying Men
- Gerald Gladstone: Morning Flight
- Anne Harris: Tohawah
- Derrick Stephan Hudson: Tembo (2002) und Racing Horses
- Maryon Kantaroff: The Garden und Cordella
- William McElcheran: Businessman on a horse (1989)
- Joe Rosenthal: Consolation
- Edwina Sandys (U.K.): Eve's Apple
- Yolanda Vandergaast: Penguins on a Waterfall (2000)
- Bruce Watson: Union Six (1997)

## Fotogalerie

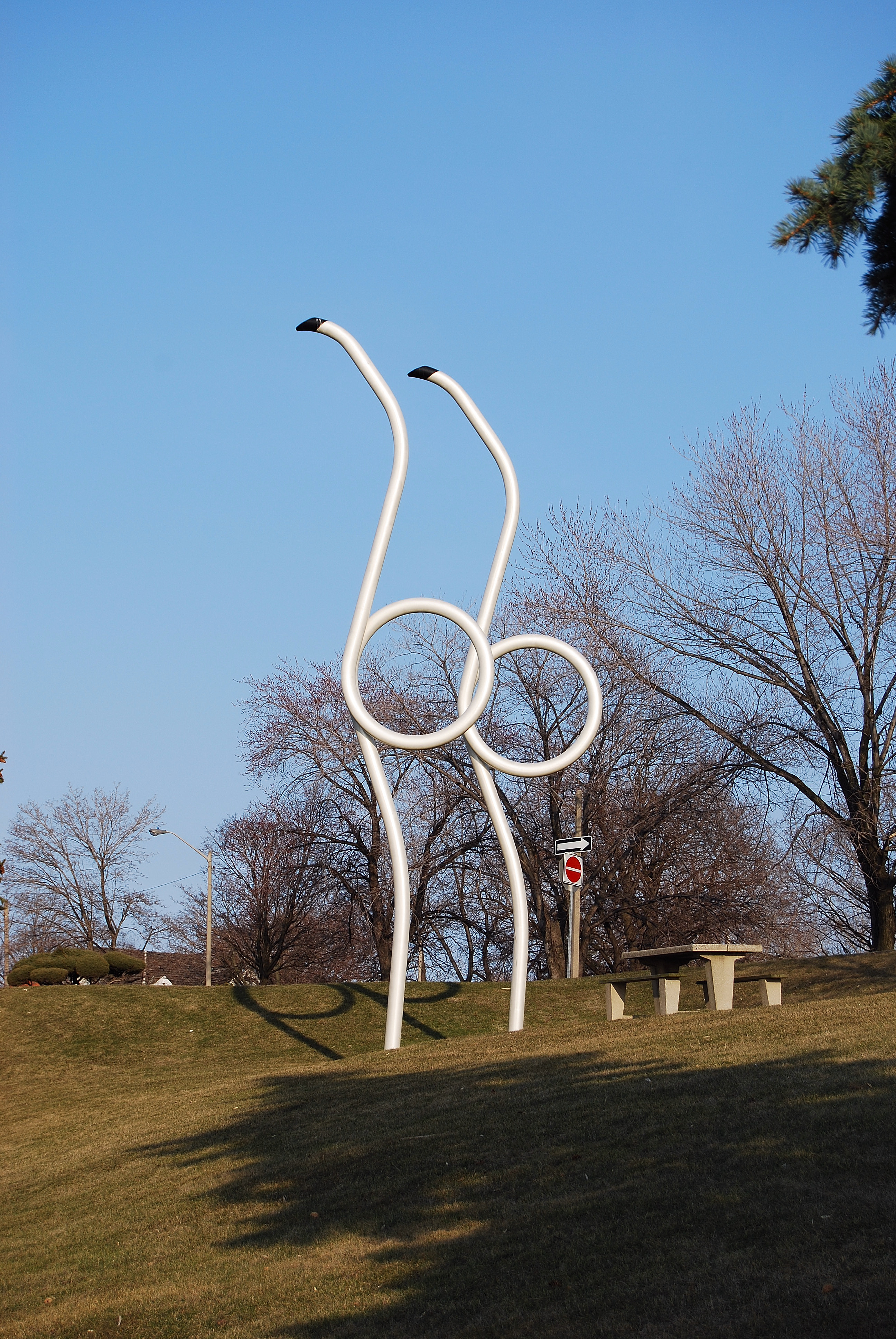
Anne Harris: Tohawah
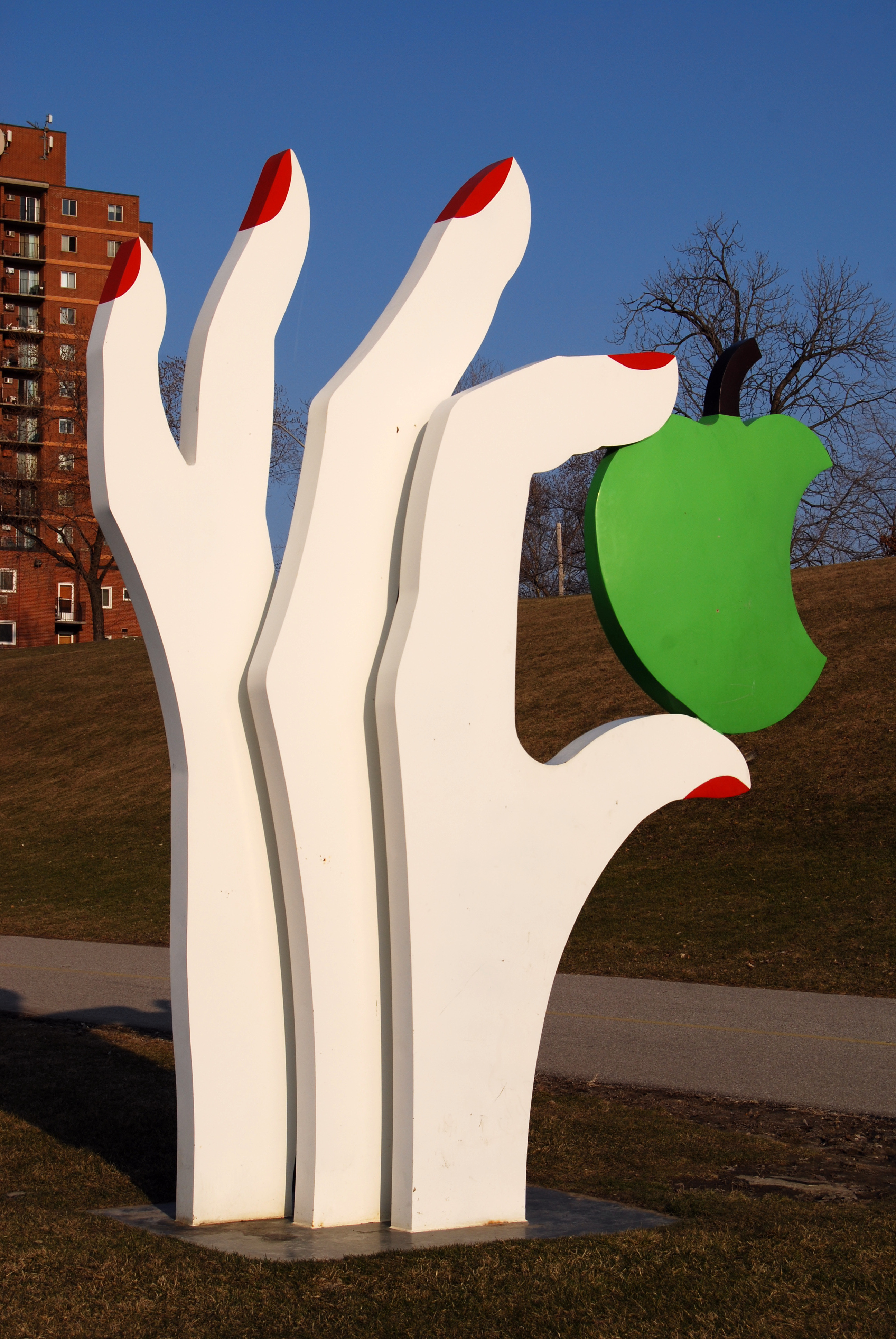
Edwina Sandys: Eve's Apple
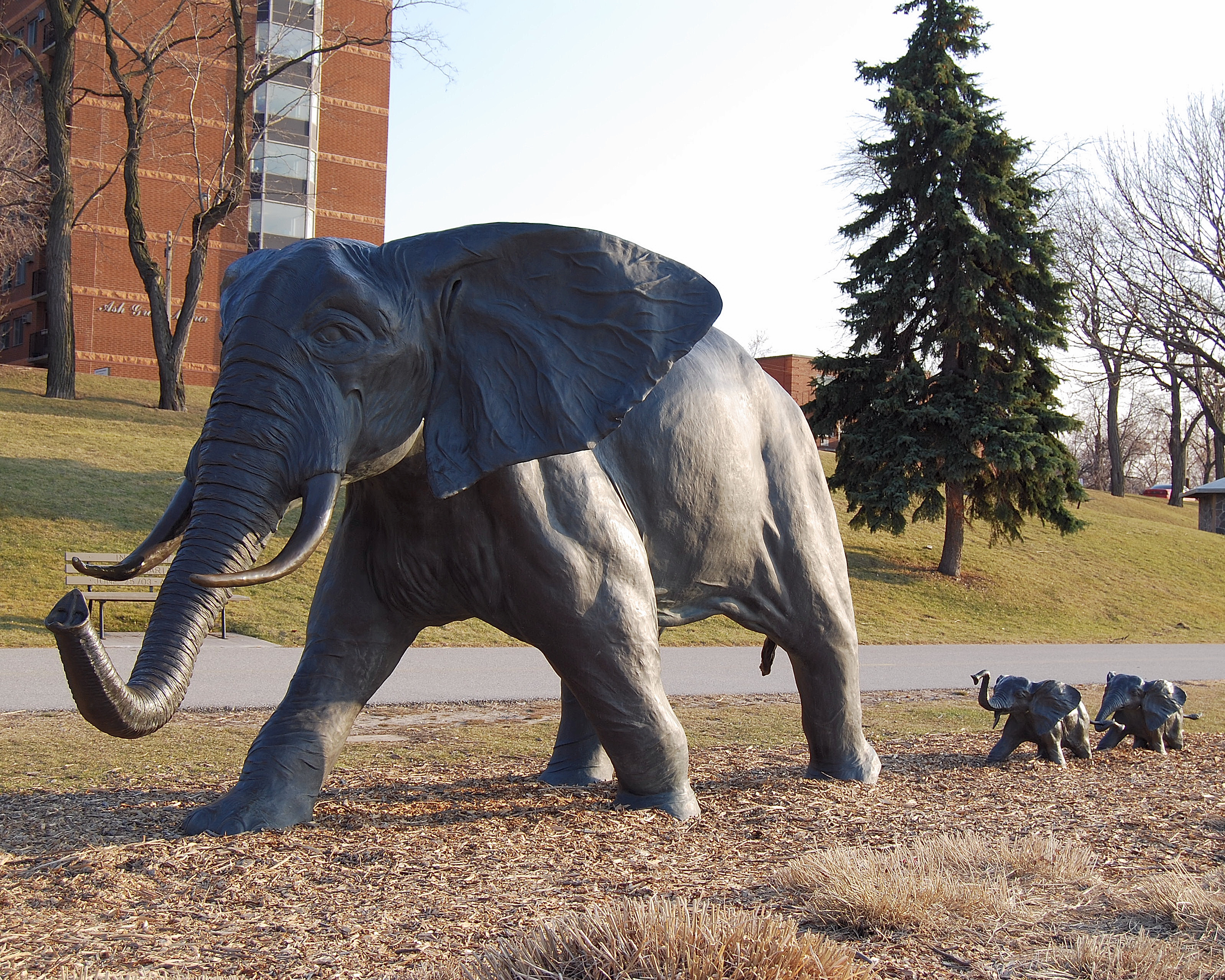
Derrick Stephan Hudson: Tembo
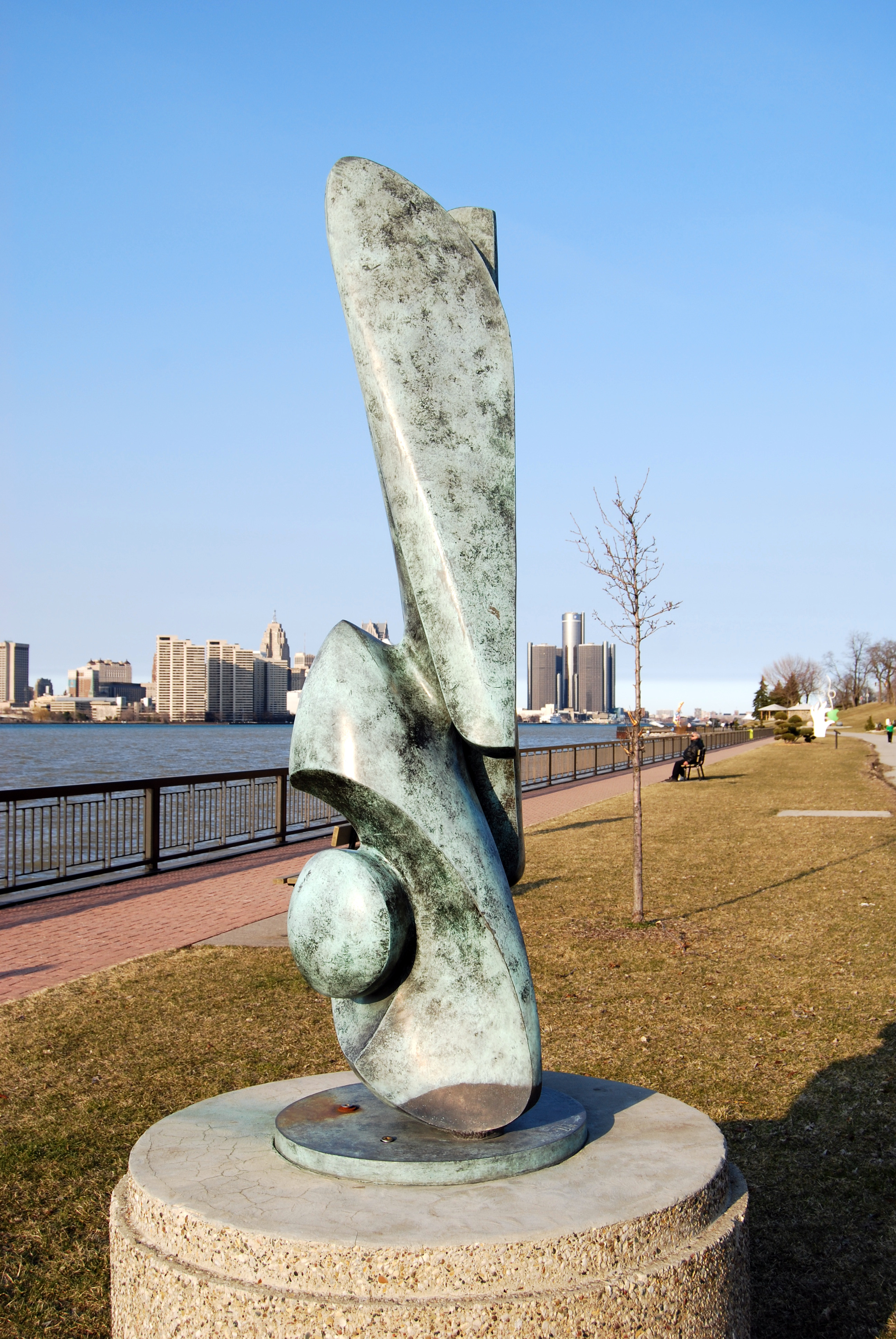
Maryon Kantaroff: The Garden